# 巴尼斯G函数
巴尼斯G函数是超级阶乘函数在复数上的扩展。它与Γ函数、K函数以及格莱舍常数（Glaisher constant）有关。以数学家欧尼斯特·巴尼斯（Ernest William Barnes）的名字命名。
巴尼斯G函数可以通用魏尔施特拉斯分解定理的形式定义为：
{\displaystyle G(z+1)=(2\pi )^{z/2}e^{-[z(z+1)+\gamma z^{2}]/2}\prod _{n=1}^{\infty }\left[\left(1+{\frac {z}{n}}\right)^{n}e^{-z+z^{2}/(2n)}\right].}
其中，γ表示欧拉-马歇罗尼常数。

## 差分方程、函数方程与特殊值
巴尼斯G函数满足差分方程
{\displaystyle G(z+1)=\Gamma (z)G(z).}
特殊地，G(1)=1. 从此方程可推出G取整数自变量时有：
{\displaystyle G(n)={\begin{cases}0&{\mbox{if }}n=0,-1,-2,\dots \\\prod _{i=0}^{n-2}i!&{\mbox{if }}n=1,2,\dots \end{cases}}.}
因此，
{\displaystyle G(n)={\frac {(\Gamma (n))^{n-1}}{K(n)}}.}
其中，{\displaystyle \Gamma (n)}表示Γ函数，{\displaystyle K(n)}表示K函数。
另外，在满足条件{\displaystyle {\frac {d^{3}}{dx^{3}}}G(x)\geq 0}时，差分方程唯一确定一个G函数。.
由G函数的差分方程和Γ函数的函数方程可以得到（由Hermann Kinkelin提出）：
{\displaystyle G(1-z)=G(1+z){\frac {1}{(2\pi )^{z}}}\exp \int _{0}^{z}\pi x\cot \pi x\,dx.}

## 乘法公式
与Γ函数一样，G函数也有其乘法公式：{\displaystyle G(nz)=K(n)n^{n^{2}z^{2}/2-nz}(2\pi )^{-{\frac {n^{2}-n}{2}}z}\prod _{i=0}^{n-1}\prod _{j=0}^{n-1}G\left(z+{\frac {i+j}{n}}\right).}
{\displaystyle G(nz)=K(n)n^{n^{2}z^{2}/2-nz}(2\pi )^{-{\frac {n^{2}-n}{2}}z}\prod _{i=0}^{n-1}\prod _{j=0}^{n-1}G\left(z+{\frac {i+j}{n}}\right).}
其中K是一个常数，定义为：
{\displaystyle K(n)=e^{-(n^{2}-1)\zeta ^{\prime }(-1)}\cdot n^{\frac {5}{12}}\cdot (2\pi )^{(n-1)/2}\,=\,(Ae^{-{\frac {1}{12}}})^{n^{2}-1}\cdot n^{\frac {5}{12}}\cdot (2\pi )^{(n-1)/2}.}
其中{\displaystyle \zeta ^{\prime }}表示黎曼ζ函数的导函数，{\displaystyle A}则表示为格莱舍常数。
{\displaystyle \log \,G(z+1)}可渐近展开为（由巴尼斯提出）：
{\displaystyle \log G(z+1)={\frac {1}{12}}-\log A+{\frac {z}{2}}\log 2\pi +\left({\frac {z^{2}}{2}}-{\frac {1}{12}}\right)\log z-{\frac {3z^{2}}{4}}+\sum _{k=1}^{N}{\frac {B_{2k+2}}{4k\left(k+1\right)z^{2k}}}+O\left({\frac {1}{z^{2N+2}}}\right).}
其中{\displaystyle B_{k}}为伯努利数，{\displaystyle A}为格莱舍常数。（需要注意的是，在巴尼斯的时代，伯努利数{\displaystyle B_{2k}}习惯写成{\displaystyle (-1)^{k+1}B_{k}}。）